# رازو أحمد
رازو أحمد (بالبنغالية: রাজু আহমেদ) (ولد في 12 ديسمبر 1984) هو لاعب بنغلاديشي في كابادي. كان جزءاً من الفريق الذي فاز بالميدالية البرونزية في دورة الألعاب الآسيوية 2006.